# Elim
Elim (hebräisch אֵילִם elim, siehe *אַ֫יִל ajil, deutsch ‚großer Baum, wie Eiche, Terebinthe, Palme‘; pl. אֵילִים elim) ist eine im Alten Testament erwähnte Oase mit zwölf Wasserquellen und siebzig Palmen.
In der biblischen Geschichte wird davon berichtet, dass Moses das Volk aus Ägypten führte. Nach einer langen Wanderung durch die Wüste erreichten sie schließlich die Oase Elim und schlugen dort ihr Lager auf (Ex 15,27  , Num 33,9  ).
Die christlichen Elim-Gemeinden entstanden in Deutschland seit 1926.